# جاكوبس توليوس
جاكوبس أو جاكوب توليوس (1633، في رينين – 1696، في أوترخت) هو كلاسيكي هولندي.
كان توليوس هو الأخ غير الشقيق الأصغر لألكسندر وكورنيليس توليوس، الذين كانا من أساتذة جامعة هاردرفيك. درس الطب في هاردرفيك وحصل على درجة الدكتوراه في الطب. وبعد أن عمل سكرتيرًا لنيكولاس هينسيوس، أصبح رئيسًا لمدرسة لاتينية في خاودا. ولكن أُقيل من هذا المنصب بعد الجدل حول آرائه الليبرالية، وفي نهاية المطاف أصبح أستاذًا في دويسبورغ، حيث استقال بعد اعتناق الكاثوليكية. سافر لعدة دول، خاصة إلى إيطاليا، وتوفي في بؤس تام في أوتريخت. وكان عالمًا شهيرًا في اللغات الكلاسيكية والآثار. ونشر وعلق على مؤلفات لوكان ولونجينوس.